# Stora Gräsbergstjärnen (Leksands socken, Dalarna)
Stora Gräsbergstjärnen är en sjö i Leksands kommun i Dalarna och ingår i Dalälvens huvudavrinningsområde.